# Мста (минный заградитель)
Мста — минный заградитель Русского императорского флота.

## История
Грузовой пароход SS Dora был построен в 1888 году в Англии на верфи Irvine's Shipbuilding & Drydock Co. Ltd. и до 1910 года эксплуатировался германской компанией Trechmann S.S. Co. С 1910 по 1914 года под названием SS Russland эксплуатировался латышским судовладельцем Максом Рейнке (порт приписки Виндава).
1 августа 1914 года был задержан в Санкт-Петербурге и прошел капитальный ремонт. 4 марта 1915 года реквизирован, к июню переделан в минный заградитель и включен в состав Русского императорского флота под названием «Мста». 12 апреля 1918 года интернирован в Гельсинфорсе, а затем реквизирован германским командованием.

## Командиры
- 1915 — старший лейтенант Дорогов, Николай Николаевич
- 1916 — лейтенант Котлецов, Всеволод Николаевич

## Известные люди служившие на корабле
- Курёхин, Иван Тимофеевич - В 1917-1918 гг. служил на корабле сигнальщиком. Впоследствии, советский военный финансист, генерал-майор интендантской службы (1942).